# Tociljevac
Tociljevac is een plaats in de gemeente Nova Rača in de Kroatische provincie Bjelovar-Bilogora. De plaats telt 101 inwoners (2001).